# 葉鬚鯊
葉鬚鯊（學名：Eucrossorhinus dasypogon），為軟骨魚綱鬚鯊目鬚鯊科葉鬚鯊屬的一種。荷蘭魚類學家Pieter Bleeker最初在1867年出版的《Archives Néerlandaises des Sciences Exactes et Naturelles》一書中描述了本物種。他的描述基於兩個來自印尼的樣本，一個是在韋吉奧捕獲的，另一個是在阿魯捕獲。他將其命名為dasypogon，源自希臘語dasys（「毛茸茸的」）和 pogon（「鬍子」），並將其歸類為Crossorhinus屬（Oectolobus屬的同義詞）。分布於西太平洋印尼東部、巴布亞紐幾內亞、澳洲北部海域，深度2至50公尺，本魚體延長，前部寬扁，後部細小，頭部寬大於長，具有獨特的分支皮辮，幾乎連續地從吻尖延伸到胸鰭的起點，包括下巴上的“鬍鬚”。鼻孔有長的、分叉的觸鬚，周圍有凹槽並將它們連接到嘴上。眼睛上方有結節，眼睛後面有較大的氣孔，嘴大，位於眼睛前面，幾乎在頭的末端，下顎有皺紋，從嘴角延伸至下顎正中，上齒列23-26列，下齒列19列，每顆牙齒都有一個細長且尖，五對鰓縫較短。胸鰭和腹鰭大而圓。背鰭2個，基部較短，第一個比第二個稍大，起於腹鰭基部的後四分之一，在腹鰭後面，身體迅速變細，形成短尾柄，臀鰭起於第二背鰭中點後面，大小不超過其一半。尾鰭短，沒有下葉，上葉在尖端附近有一個堅固的腹側切跡。體背部顏色圖案呈馬賽克狀，由灰色或黃棕色背景上的許多小而暗的斑點和線條組成；也可能有較暗的條帶，腹面白色，體長可達366公分，棲息在近海的珊瑚礁，最常出現在珊瑚礁通道和表面，或珊瑚頭上，為底棲性魚類，多半在夜間活動，屬肉食性，以甲殼類、頭足類、硬骨魚為食，卵胎生，生活習性不明，可做為觀賞魚。

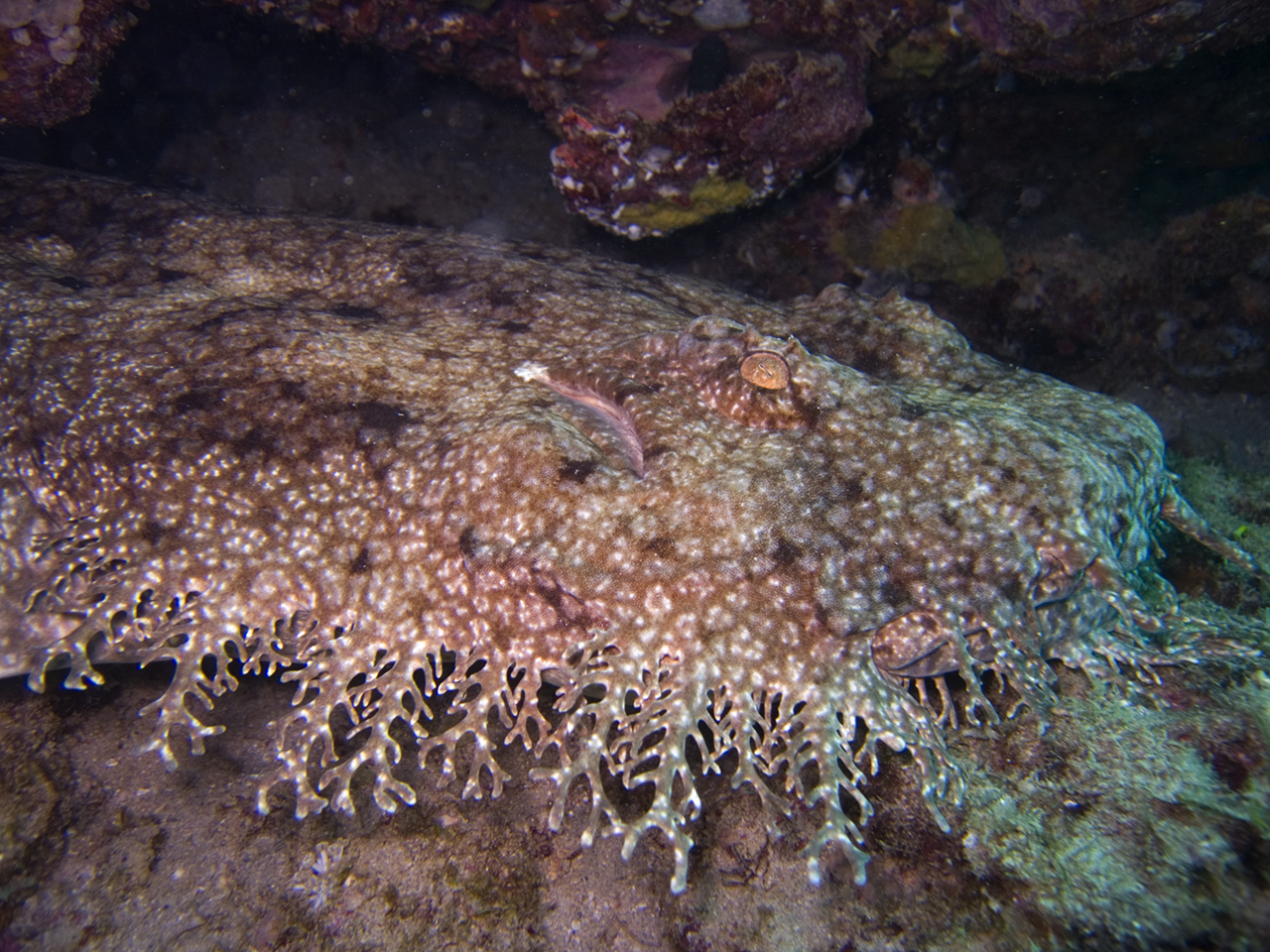
透過頭上的皮辮可以很容易地辨識葉鬚鯊

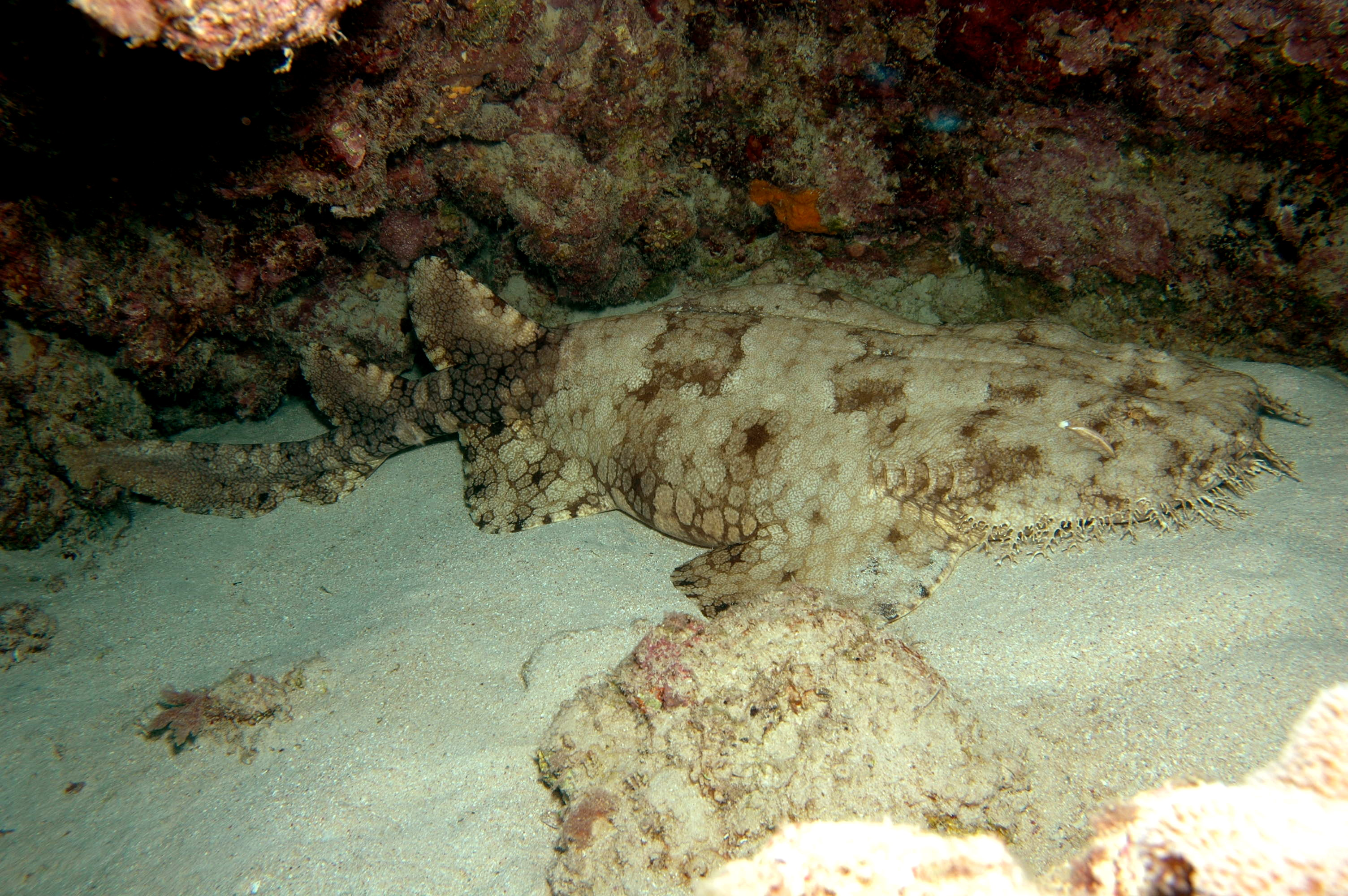
葉鬚鯊白天大多潛伏在珊瑚礁區